# Kollisionskurs – Blackout im Cockpit
Kollisionskurs – Blackout im Cockpit (Originaltitel: Collision Course, Alternativtitel Collision Course – Blackout im Cockpit und Blackout im Cockpit – Todesflug 415) ist ein US-amerikanischer Katastrophenfilm aus dem Jahr 2012 von Fred Olen Ray, der außerdem gemeinsam mit Jason Bourque für das Drehbuch und mit Kimberly A. Ray für die Produktion zuständig war. In den Hauptrollen sind Tia Carrere, David Chokachi und Dee Wallace zu sehen.

## Handlung
Die Schriftstellerin Kate verlor einst ihren Mann bei einem Flugzeugabsturz. Dieses Unglück verarbeitete sie in ihrem neusten Buch, das von einem mysteriösen Flugzeugabsturz handelt. Sie befindet sich gerade auf der Promotiontour für das Buch und will von der letzten Lesung aus direkt zu ihrer Tochter fliegen.
Während des Fluges gerät das Flugzeug in einen Sonnensturm. Nach und nach fallen alle Geräte und Systeme aus. Zu allem Überfluss kommen die Piloten aufgrund eines Stromschlages ums Leben. Schnell geraten die Passagiere in Panik. Kate, die aufgrund ihrer Recherchen bezüglich ihres Romans sich ein breites Wissen über das Fliegen aneignen konnte, beschließt gemeinsam mit dem Flugbegleiter Jake, das Flugzeug notzulanden. Sie müssen alles in ihrer Macht Stehende unternehmen, um das Flugzeug wieder unter Kontrolle zu bringen, bevor es abstürzt und alle Insassen dabei ums Leben kommen.

## Rezeption
„Hanebüchener Actionfilm, der die Muster einschlägiger Katastrophenfilme variiert und grotesk auf die Spitze treibt.“

„Auch filmisch in jeder Hinsicht ein Blackout.“

Cinema verspottet den Regisseur zudem als C-Movie-Regisseur.